# Дадашени
Дадашени (груз. დადაშენის ეკლესია) — средневековая грузинская церковь в селе Дадашени (тур. Dedeşen), на территории исторической области Кола, в настоящее время находится на территории Турции, в районе Гёле в провинции Ардахан. Церковь была центром грузинской епархии.

## История
Церковь в Дадашени, датируемая IX-X веками, была построена в период грузинского царства Тао-Кларджети. В период Самцхе-Саатабаго она было центром Дадашенской епархии. Однако после захвата поселения Османами во второй половине XVI века церковь утратила свою функцию и со временем была разрушена. Немецкий ботаник и путешественник Карл Кох в 1843 году сообщил, что церковь Дадашени была разрушена. Грузинский историк и археолог Эквтиме Такаишвили посетил и описал церковь в 1907 году. По его информации на тот момент церковь была разрушена, а мечеть рядом с церковью была построена из ее камней.

## Архитектура
По данным Эквтиме Такаишвили, церковь Дадашени была построена на квадратном плане с полукруглым апсидом на востоке, который выступал наружу. Внутри церковь имела крестообразный план, причем восточное крыло креста было длиннее остальных. Купол церкви, определенный как трехнефный базилик, был установлен на стенах комнат в четырех углах. Купол и значительная часть стен церкви были разрушены, однако Такаишвили смог определить план церкви по оставшимся стенам. Церковь Дадашени была построена на высоком, ровном гребне и была окружена стенами с башнями на углах. К моменту обследования Такаишвили южная часть стены вокруг церкви исчезла. Это место, являвшееся своеобразной крепостью, имело входы с севера и запада. Внешние и внутренние стены Дадашенской церкви были облицованы красноватым рубленым камнем, который также использовался при строительстве мечети в деревне.
Несколько участков стен остались от крепости и церкви, находящихся в 300 метрах к западу от села Дедешени. Северная часть апсиды церкви и часть южной стены сохранились до наших дней. Несколько облицовочных камней также были обнаружены в южной комнате. Все остальные облицовочные камни были удалены.